# Крылышко

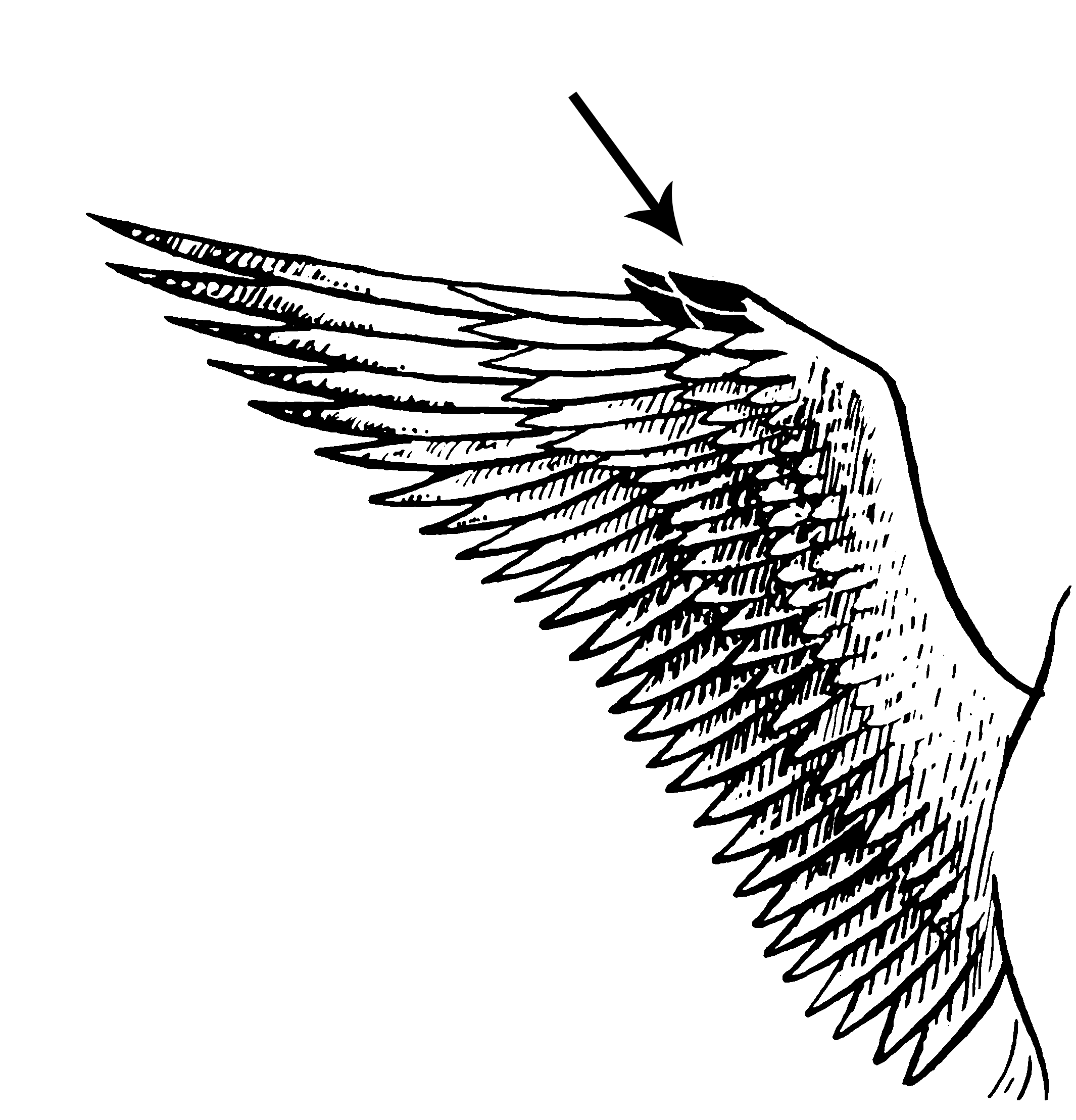
Крылышко отмечено стрелкой

Кры́лышко, придаточное крыло́ (лат. alula уменьш. от ala «крыло») — небольшой выступ на передней кромке крыла птиц.
По-французски слово «крылышко» — элероны (фр. aileron) — части крыльев самолёта, служащие для поворотов его вокруг продольной оси.

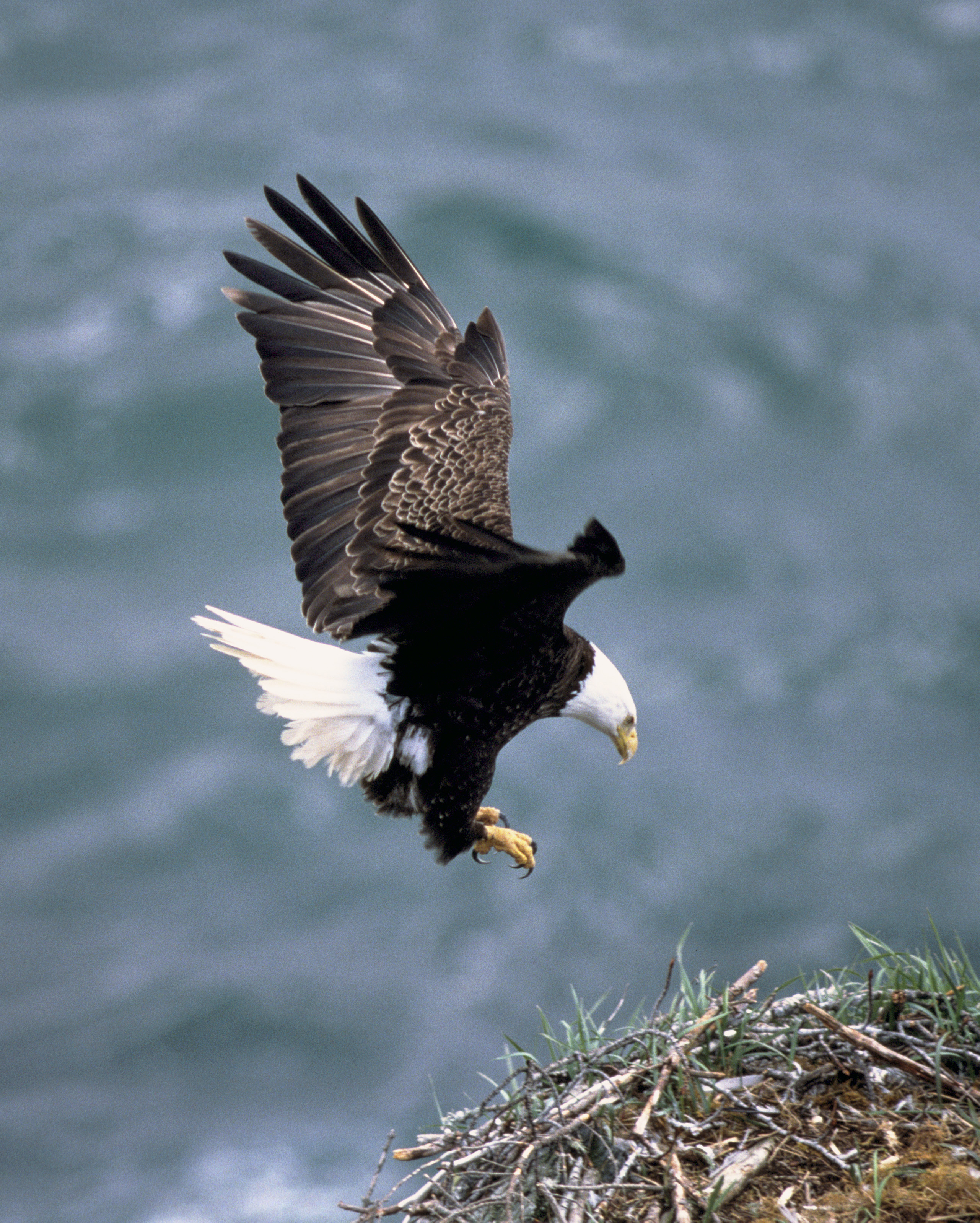
Белоголовый орлан (Haliaeetus leucocephalus) при посадке с выставленными вперёд крылышками

## Описание
Основой крылышка является полекс («большой палец») птиц, благодаря чему оно способно свободно двигаться относительно остального крыла. Обычно крылышко состоит из трёх — пяти небольших маховых перьев, прикрытых небольшими кроющими перьями. Подобно маховым перьям, растущим на задней кромке крыла, перья придаточного крыла асимметричны, со стержнем, смещённым к передней кромке. Их жёсткость ниже, чем у маховых первого и второго порядка.
Придаточное крыло играет важную роль в полёте птиц, помогая при медленном движении. В большинстве случаев крылышко прижато к поверхности крыла. При медленном полёте или приземлении движением полекса птица выдвигает крылышко вперёд и отодвигает его от крыла, создавая тем самым щель между крылышком и остальным крылом, что действует подобно предкрылкам самолёта. На законцовке крылышка формируется вихрь, прижимающий поток к поверхности крыла, что позволяет крылу достигать большего угла атаки и увеличивать подъёмную силу без сваливания.